# Prix Émile-Faguet
Le prix Émile-Faguet est un prix de l'Académie française. Il est remis dans le domaine de la littérature depuis 1924. Triennal de sa création à 1971, il est ensuite décerné en 1986, puis devient annuel à partir de 1995. Le prix récompense un essai sur un auteur, une œuvre ou une question d'histoire littéraire.

## Liste des lauréats

### Années 1920
- 1929 - Auguste Dupouy, Ensemble de son œuvre

### Années 1930
- 1932 - Ernest Raynaud
- 1935 - Henry Gaillard de Champris, Les Écrivains classiques
- 1938 - André Rousseaux, Littérature du XXe siècle. Le paradis perdu

### Années 1940
- 1941 - John Charpentier
- 1943 - Amélie Marie Goichon, Étude sur Ibn Sina
- 1947 - Giacomo Cavallucci, Vauvenargues dégagé de la légende

### Années 1950
- 1950 : Rimbaud de Henry Adrien de Bouillane de Lacoste
- 1953 : Comment la Fontaine est devenu fabuliste d'Edgard Liger-Belair
- 1953 : Le poète Lacaussade et l'exotisme tropical de Raphaël Barquissau
- 1956 : Dans l’intimité de Lamartine d'Émile Magnien
- 1959 : Suicides et misères romantiques de F. Chaffiol-Debillemont

### Années 1960
- 1962 - Jacques Savarit Tendances mystiques et ésotériques chez Dante-Gabriel Rossetti
- 1965 - Bruce Lowery Marcel Proust et Henry James
- 1968 - Paul Bénichou L’Écrivain et ses travaux

### Années 1970
- 1971 : Rabelais au futur de Jean Paris

### Années 1980
- 1986 : L'Itinéraire de Jacques Cazotte (1719-1792). De la fiction au mysticisme politique de Georges Décote

### Années 1990
- 1995 - François-Bernard Michel Proust et les écrivains devant la mort
- 1996 - Rémy Poignault L'Antiquité dans l'œuvre de Marguerite Yourcenar
- 1997 - Jean Roudaut Les Dents de Bérénice (Deyrolle)
- 1998 - Brenda Dunn-Lardeau Édition critique de La Légende dorée, de Jacques de Voragine (Honoré Champion)
- 1999 - Sophie Guermès La Poésie moderne. Essai sur le lieu caché (L’Harmattan)

### Années 2000
- 2000 : Les Précieuses. Naissance des femmes de lettres en France au XVIIe siècle de Myriam Maître  (Honoré Champion)
- 2001 - Stéphanie Champeau La Notion d'artiste chez les Goncourt (Honoré Champion)
- 2002 - Olympia Alberti Jean Giono, Le grand western (Christian Pirot Éditeur)
- 2003 - Laurence Brisset La N.R.F. de Paulhan (Gallimard)
- 2004 - Nadine Satiat Maupassant (Flammarion)
- 2005 : Dictionnaire Marcel Proust de Annick Bouillaguet et Brian G. Rogers (Honoré Champion)
- 2006 - John E. Jackson Baudelaire sans fin. Essais sur Les Fleurs du Mal (José Corti)
- 2007 - François Brunet Théophile Gautier et la musique (Honoré Champion)
- 2008 - Anne Egger Robert Desnos (Fayard)
- 2009 : D'or et de neige. Paul Claudel et le Japon de Michel Wasserman  (Gallimard)

### Années 2010
- 2010 - Myriam Sunnen Malraux et le christianisme (Honoré Champion)
- 2011 - Gilles Philippe Le Français, dernière des langues. Histoire d'un procès littéraire (PUF)
- 2012 - Jean de Palacio La Décadence. Le mot et la chose. (Les Belles Lettres.)
- 2013 - Karine Robinot-Serveau Les Romans de Bernanos. Métamorphoses de la transcendance
- 2014 : Monsieur Spleen. Notes sur Henri de Régnier de Bernard Quiriny
- 2015 - Philippe Geinoz Relations au travail. Dialogue entre poésie et peinture à l’époque du cubisme (Apollinaire, Picasso, Braque, Gris, Reverdy)
- 2016 : Le Parapluie de Simon Leys de Pierre Boncenne
- 2017 - Pierre Masson et Jean-Pierre Prévost André Gide - Oscar Wilde. Deux immoralistes à la Belle Époque
- 2018 - Alain Quella-Villéger et Bruno Vercier Édition critique du Journal de Pierre Loti
- 2019 - Stéphane Zékian Édition critique des discours d’Albert Thibaudet sur Ronsard, Michelet, Chénier, Gautier, Fontenelle, Vigny et Taine proposés au Prix d'éloquence de l'Académie française

### Années 2020
- 2020 : Érato et Melpomène ou les Sœurs ennemies. L’expression poétique au théâtre (1553-1653) de Sylvain Garnier
- 2021 : De Pascal à Bossuet. La littérature entre théologie et anthropologie de Gérard Ferreyrolles
- 2022 : Le Grand Monde de Proust. Dictionnaire des personnages d'À la recherche du temps perdu de Mathilde Brézet
- 2023 : Vivre et mourir avec Georges Bernanos de Sébastien Lapaque
- 2024 : L’Avenir est gros ! Temps, espace et destinée dans L’Éducation sentimentale de Nicolas Bourguinat